# أليساندرو ماركيتي
أليساندرو ماركيتي (بالإيطالية: Alessandro Marchetti)‏ هو لاعب كرة قدم إيطالي، ولد في 13 مايو 1988 في ليفورنو في إيطاليا. لعب مع ألاشكرت وبوتيف فراتسا ونادي ألساندريا ونادي كاسالي ونادي لنيانو ونادي لوكيزي ونادي ليفورنو.

## وصلات خارجية
- أليساندرو ماركيتي على موقع قاعدة بيانات كرة القدم.إي يو (الإنجليزية)
- أليساندرو ماركيتي على موقع Soccerway.com (الإنجليزية)